# Đà Bắc
Đà Bắc là một huyện cũ thuộc tỉnh Hòa Bình, Việt Nam.

## Địa lý
Huyện nằm ở phía tây bắc của tỉnh Hòa Bình, có vị trí địa lý:
- Phía đông giáp thành phố Hòa Bình
- Phía tây giáp huyện Phù Yên và huyện Vân Hồ thuộc tỉnh Sơn La
- Phía nam giáp huyện Cao Phong, huyện Tân Lạc và huyện Mai Châu
- Phía bắc giáp huyện Thanh Sơn và huyện Tân Sơn thuộc tỉnh Phú Thọ.

## Lịch sử
Trong kháng chiến chống Pháp, Đà Bắc là phần phía bắc sông Đà của huyện Mai Đà, thuộc Liên khu Việt Bắc từ ngày 4 tháng 11 năm 1949, đến ngày 9 tháng 8 năm 1950 mới thuộc Liên khu 3.
Ngày 3 tháng 11 năm 1956, chia xã Quy Đức thành 8 xã: Tiền Phong, Dân Lập, Tân Lập, Yên Hòa, Đoàn Kết, Trung Thành, Tân Minh và Cao Sơn.
Ngày 22 tháng 1 năm 1957, chia xã Đức Nhân thành 8 xã: Đồng Ruộng, Đồng Chum, Tân Pheo, Mường Chiềng, Giáp Đắt, Suối Nánh, Mường Tuổng, Đồng Nghê; chia xã Hào Tráng thành hai xã Hào Tráng và Thung Nai.
Ngày 21 tháng 9 năm 1957, huyện Mai Đà chia thành 2 huyện Đà Bắc và Mai Châu.
Ngày 7 tháng 12 năm 1963, chia xã Hào Tráng thành hai xã Vầy Nưa và Hào Tráng.
Năm 1975, hợp nhất tỉnh Hòa Bình và tỉnh Hà Tây thành tỉnh Hà Sơn Bình, huyện Đà Bắc thuộc tỉnh Hà Sơn Bình.
Ngày 27 tháng 2 năm 1985, hợp nhất xã Tân Lập và xã Dân Lập thành xã Tân Dân; giải thể xã Hào Tráng; tách 2.100 ha diện tích tự nhiên của xã Tu Lý để thành lập xã Hào Lý; tách 1.143 ha diện tích tự nhiên (xóm Rằng) thuộc xã Tu Lý để sáp nhập vào xã Cao Sơn.
Ngày 28 tháng 2 năm 1985, chuyển xã Ngòi Hoa về huyện Tân Lạc quản lý; chuyển xã Thung Nai về huyện Kỳ Sơn quản lý (nay xã Thung Nai thuộc huyện Cao Phong).
Ngày 26 tháng 12 năm 1990, thành lập thị trấn Đà Bắc, thị trấn huyện lỵ huyện Đà Bắc trên cơ sở một phần diện tích và dân số của xã Tu Lý.
Ngày 12 tháng 8 năm 1991, huyện Đà Bắc thuộc tỉnh Hòa Bình vừa tái lập.
Ngày 14 tháng 7 năm 2009, chuyển xã Tân Dân về huyện Mai Châu quản lý. Huyện còn lại 1 thị trấn và 19 xã.
Ngày 17 tháng 12 năm 2019, Ủy ban Thường vụ Quốc hội ban hành Nghị quyết số 830/NQ-UBTVQH14 về việc sắp xếp các đơn vị hành chính cấp huyện, cấp xã thuộc tỉnh Hòa Bình (nghị quyết có hiệu lực từ ngày 1 tháng 1 năm 2020). Theo đó:
- Sáp nhập 4 xóm: Tầy Măng, Hương Lý, Kim Lý, Mó La của xã Tu Lý vào thị trấn Đà Bắc
- Sáp nhập xã Hào Lý và phần còn lại của xã Tu Lý thành xã Tú Lý
- Sáp nhập xã Mường Tuổng vào xã Mường Chiềng
- Sáp nhập xã Suối Nánh và xã Đồng Nghê thành xã Nánh Nghê.

Huyện Đà Bắc có 1 thị trấn và 16 xã trực thuộc.

## Hành chính
Huyện Đà Bắc có 17 đơn vị hành chính cấp xã trực thuộc, bao gồm thị trấn Đà Bắc (huyện lỵ) và 16 xã: Cao Sơn, Đoàn Kết, Đồng Chum, Đồng Ruộng, Giáp Đắt, Hiền Lương, Mường Chiềng, Nánh Nghê, Tân Minh, Tân Pheo, Tiền Phong, Toàn Sơn, Trung Thành, Tú Lý, Vầy Nưa, Yên Hòa.

## Giao thông
Tỉnh lộ 433 (của Hoà Bình) dài 90 km, chạy xuyên suốt dọc theo sông Đà và qua Đà Bắc, từ thành phố Hòa Bình lên điểm mút là xã Nánh Nghê, qua các địa danh: Tú Lý - Ênh - Mường Chiềng - Khu bảo tồn thiên nhiên Phu Canh - Cửa Nánh - Đồng Nghê. Đến đây là kết thúc huyện Đà Bắc.
Dọc tỉnh lộ 433 có nhiều bản của người Tày, Mường, Thái.